# 布拉尼亚克
布拉尼亚克（法語：Blagnac，法語發音：[blaɲak]），法国西南部城市，奥克西塔尼大区上加龙省的一个市镇，隶属于图卢兹区，其市镇面积为16.88平方公里，2022年1月1日时人口数量为27,314人，在法国城市中排名第335位。
布拉尼亚克位于上加龙省北部，图卢兹市区西北方向，是图卢兹的一个近郊卫星城，通过有轨电车连接图卢兹市中心。布拉尼亚克是跨国民航飞机制造公司空中客车的总部所在地，图卢兹-布拉尼亚克机场的航站楼及跑道的大部分区域亦位于布拉尼亚克的市镇管辖范围内。

## 地名来源
“布拉尼亚克”最初于公元1098年以“Blanhaco”的形式被记载于普瓦捷伯爵的一份手记中，该名称可能来源于人名，后者为奥克西塔尼历史上的一个贵族家庭。
布拉尼亚克所处区域历史上曾通行奥克语，“Blagnac”对应的奥克语拼写为“Blanhac”。

## 历史

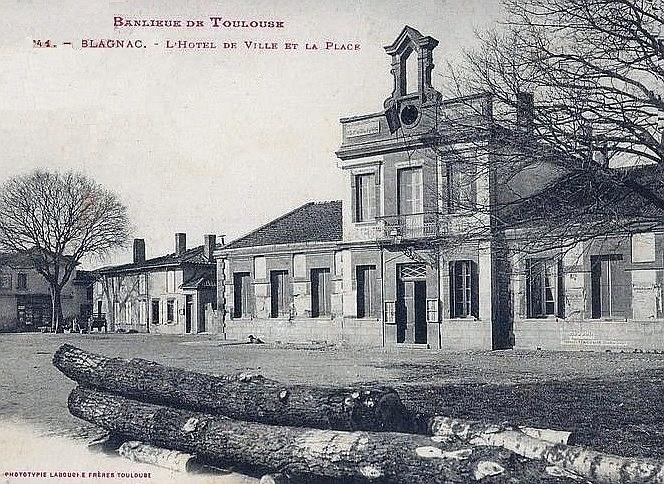
20世纪初的布拉尼亚克市政厅

布拉尼亚克早在古典时期就已出现人类活动，当地曾出土多处高卢和古罗马文物。公元4世纪末，图卢兹主教埃克叙佩尔因组织抗击外敌入侵而受到图卢兹居民的尊敬，他于公元415年逝世后被安葬于布拉尼亚克的一处小教堂内。公元11世纪起，布拉尼亚克开始被明确记载。阿尔比十字军讨伐结束后，布拉尼亚克被收归法兰西王室，后于1304年前后由腓力四世赐给凯尔西骑士热拉尔·巴莱纳（Géraud Balène）。中世纪末期，随着农业及养殖业的发展，布拉尼亚克成为一个区域性的商贸集市。17世纪时，布拉尼亚克领主获得男爵头衔，其家族成员在此修建的马尼邦庄园（Domaine de Maniban）。法国大革命后，布拉尼亚克成为上加龙省的一个市镇，图卢兹保皇派曾发动大规模的游行，布拉尼亚克亦有波及。直至20世纪初，布拉尼亚克尚为一个千余人口的农业聚落。1939年，布拉尼亚克境内建成了一处飞行场，二战后被扩建为图卢兹-布拉尼亚克机场，成为图卢兹的民用航空站。1970年，位于布拉尼亚克的空中客车总部建成，首架空中客车A300于1972年在布拉尼亚克试飞成功。与此同时，随着图卢兹的城市扩张，布拉尼亚克成为图卢兹地区重要的工业卫星城，当地人口数量亦快速增加。2010年11月，连接图卢兹和布拉尼亚克的图卢兹有轨电车建成运营。
在地方历史研究方面，当地民间组织有“布拉尼亚克历史和记忆”（Blagnac Histoire et Mémoire）地方文化学会。

## 地理

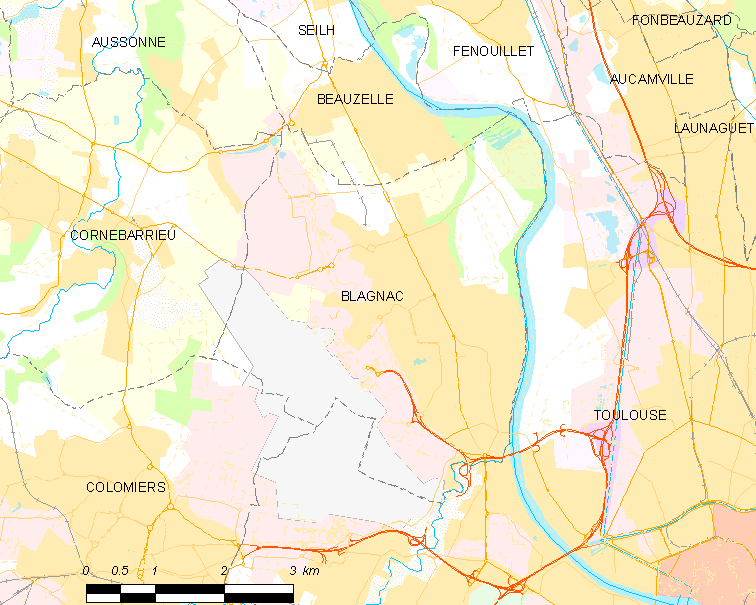
布拉尼亚克市镇范围地图

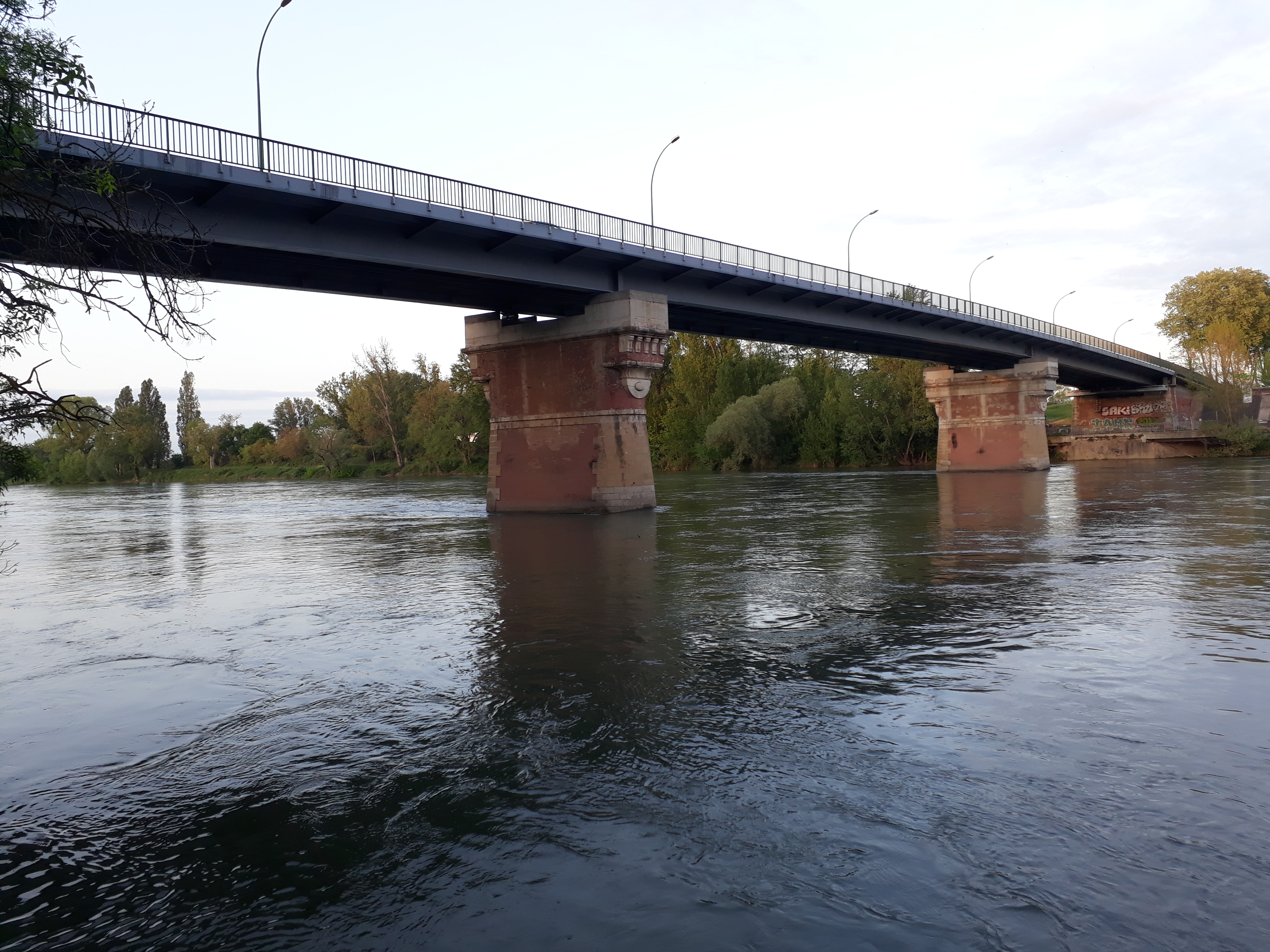
加龙河布拉尼亚克段

布拉尼亚克位于法国西南部，奥克西塔尼大区西部和上加龙省北部，距离省会图卢兹大约7公里。与布拉尼亚克接壤的市镇包括：欧索讷、博泽勒、弗努耶、科尔讷巴里约、科洛米耶和图卢兹。

### 地形
布拉尼亚克位于加龙河中游平原腹地，阿基坦盆地东端，境内以平原为主，市镇中心地势较为平坦，全境海拔在119到153米之间。

### 水文
加龙河干流自南向北流经布拉尼亚克市镇东界，该河布拉尼亚克一侧的部分区域有采砂活动后遗留下来的矿坑，被水填满后成为莱坎兹索勒湖（Lac des Quinze Sols），现为当地的一处水上休闲娱乐中心。

### 植被
布拉尼亚克属于温带阔叶混交林区，市区内的主要绿地公园包括勒里图雷公园（Parc du Ritouret）、莱拉米耶公园（Parc des Ramiers）等，均常年免费向公众开放。
在鲜花城市的评比中，布拉尼亚克被评为3星级鲜花城市。

### 气候
布拉尼亚克在柯本气候分类法中属于带有温带海洋性气候特征的地中海气候。
布拉尼亚讷境内的图卢兹-布拉尼亚克机场设有常年气象站，以下为该气象站的数据：
| 图卢兹-布拉尼亚克机场 1981年－2019年 | 图卢兹-布拉尼亚克机场 1981年－2019年 | 图卢兹-布拉尼亚克机场 1981年－2019年 | 图卢兹-布拉尼亚克机场 1981年－2019年 | 图卢兹-布拉尼亚克机场 1981年－2019年 | 图卢兹-布拉尼亚克机场 1981年－2019年 | 图卢兹-布拉尼亚克机场 1981年－2019年 | 图卢兹-布拉尼亚克机场 1981年－2019年 | 图卢兹-布拉尼亚克机场 1981年－2019年 | 图卢兹-布拉尼亚克机场 1981年－2019年 | 图卢兹-布拉尼亚克机场 1981年－2019年 | 图卢兹-布拉尼亚克机场 1981年－2019年 | 图卢兹-布拉尼亚克机场 1981年－2019年 | 图卢兹-布拉尼亚克机场 1981年－2019年 |
| 月份                                 | 1月                                  | 2月                                  | 3月                                  | 4月                                  | 5月                                  | 6月                                  | 7月                                  | 8月                                  | 9月                                  | 10月                                 | 11月                                 | 12月                                 | 全年                                 |
| ------------------------------------ | ------------------------------------ | ------------------------------------ | ------------------------------------ | ------------------------------------ | ------------------------------------ | ------------------------------------ | ------------------------------------ | ------------------------------------ | ------------------------------------ | ------------------------------------ | ------------------------------------ | ------------------------------------ | ------------------------------------ |
| 历史最高温 °C（°F）                  | 21.2 (70.2)                          | 24.1 (75.4)                          | 27.1 (80.8)                          | 30 (86)                              | 33.9 (93.0)                          | 40.2 (104.4)                         | 40.2 (104.4)                         | 40.7 (105.3)                         | 35.3 (95.5)                          | 31.8 (89.2)                          | 24.3 (75.7)                          | 21.1 (70.0)                          | 40.7 (105.3)                         |
| 平均高温 °C（°F）                    | 9.5 (49.1)                           | 11.1 (52.0)                          | 14.5 (58.1)                          | 17 (63)                              | 21 (70)                              | 25.2 (77.4)                          | 28 (82)                              | 27.9 (82.2)                          | 24.6 (76.3)                          | 19.5 (67.1)                          | 13.3 (55.9)                          | 9.9 (49.8)                           | 18.5 (65.3)                          |
| 日均气温 °C（°F）                    | 5.9 (42.6)                           | 7 (45)                               | 9.8 (49.6)                           | 12.1 (53.8)                          | 16 (61)                              | 19.7 (67.5)                          | 22.3 (72.1)                          | 22.2 (72.0)                          | 19 (66)                              | 15 (59)                              | 9.5 (49.1)                           | 6.5 (43.7)                           | 13.8 (56.8)                          |
| 平均低温 °C（°F）                    | 2.4 (36.3)                           | 3 (37)                               | 5 (41)                               | 7.1 (44.8)                           | 10.9 (51.6)                          | 14.3 (57.7)                          | 16.5 (61.7)                          | 16.5 (61.7)                          | 13.4 (56.1)                          | 10.5 (50.9)                          | 5.8 (42.4)                           | 3.2 (37.8)                           | 9.1 (48.4)                           |
| 历史最低温 °C（°F）                  | −18.6 (−1.5)                         | −19.2 (−2.6)                         | −8.4 (16.9)                          | −4.3 (24.3)                          | −0.8 (30.6)                          | 4 (39)                               | 7 (45)                               | 5.5 (41.9)                           | 0 (32)                               | −3 (27)                              | −8.3 (17.1)                          | −12 (10)                             | −19.2 (−2.6)                         |
| 平均降水量 mm（）                    | 51.3 (2.02)                          | 41.6 (1.64)                          | 49.1 (1.93)                          | 69.6 (2.74)                          | 74 (2.9)                             | 60.3 (2.37)                          | 37.7 (1.48)                          | 46.8 (1.84)                          | 47.4 (1.87)                          | 57 (2.2)                             | 51.1 (2.01)                          | 52.4 (2.06)                          | 638.3 (25.13)                        |
| 月均日照時數                         | 92.5                                 | 115                                  | 175.1                                | 186.1                                | 209.2                                | 227.6                                | 252.6                                | 238.8                                | 204                                  | 149.2                                | 96                                   | 85.3                                 | 2,031.4                              |
| 来源：infoclimat.fr                  |                                      |                                      |                                      |                                      |                                      |                                      |                                      |                                      |                                      |                                      |                                      |                                      |                                      |

## 行政区划
布拉尼亚克的市镇编号为31069，邮政编号为71150。
在行政管理方面，布拉尼亚克隶属于法国奥克西塔尼大区上加龙省图卢兹区；在地方选举方面，布拉尼亚克是布拉尼亚克县的中央投票站所在地，其市镇范围全境被划入上加龙省第一选区；在社会管理方面，布拉尼亚克是图卢兹都会区的组成部分。
布拉尼亚克市镇被划为六个街区，并实行街区自治制度。巴拉代尔斯街区（Barradels）为城市政策优先街区。
法国国家统计与经济研究所（简称）在进行数据统计时，将布拉尼亚克及相邻的另外72个市镇设为图卢兹城市核心区（2020年起扩充至81个），并将包括核心区在内的周边共452个市镇划为图卢兹城市区。自2020年起，图卢兹城市区被包含527个市镇的图卢兹城市辐射区代替。此外，还将布拉尼亚克市镇分为了11个“块区”（IRIS），以便于统计人口分布情况。

## 交通

### 公路
A621高速公路和多条上加龙省省道在布拉尼亚克境内交汇。奥克西塔尼大区下属的城际客运提供巴士线路，可前往周边部分市镇。
|  | 2 |

| 图卢兹 | 7 |

| 科洛米耶 | 10 |

| 萨沃河畔蒙泰居 | 14 |

2018年，79.5%的布拉尼亚克家庭拥有至少一辆私人汽车。2019年，布拉尼亚克境内共发生各类交通事故25起，造成2人遇难，32人受伤。

### 铁路

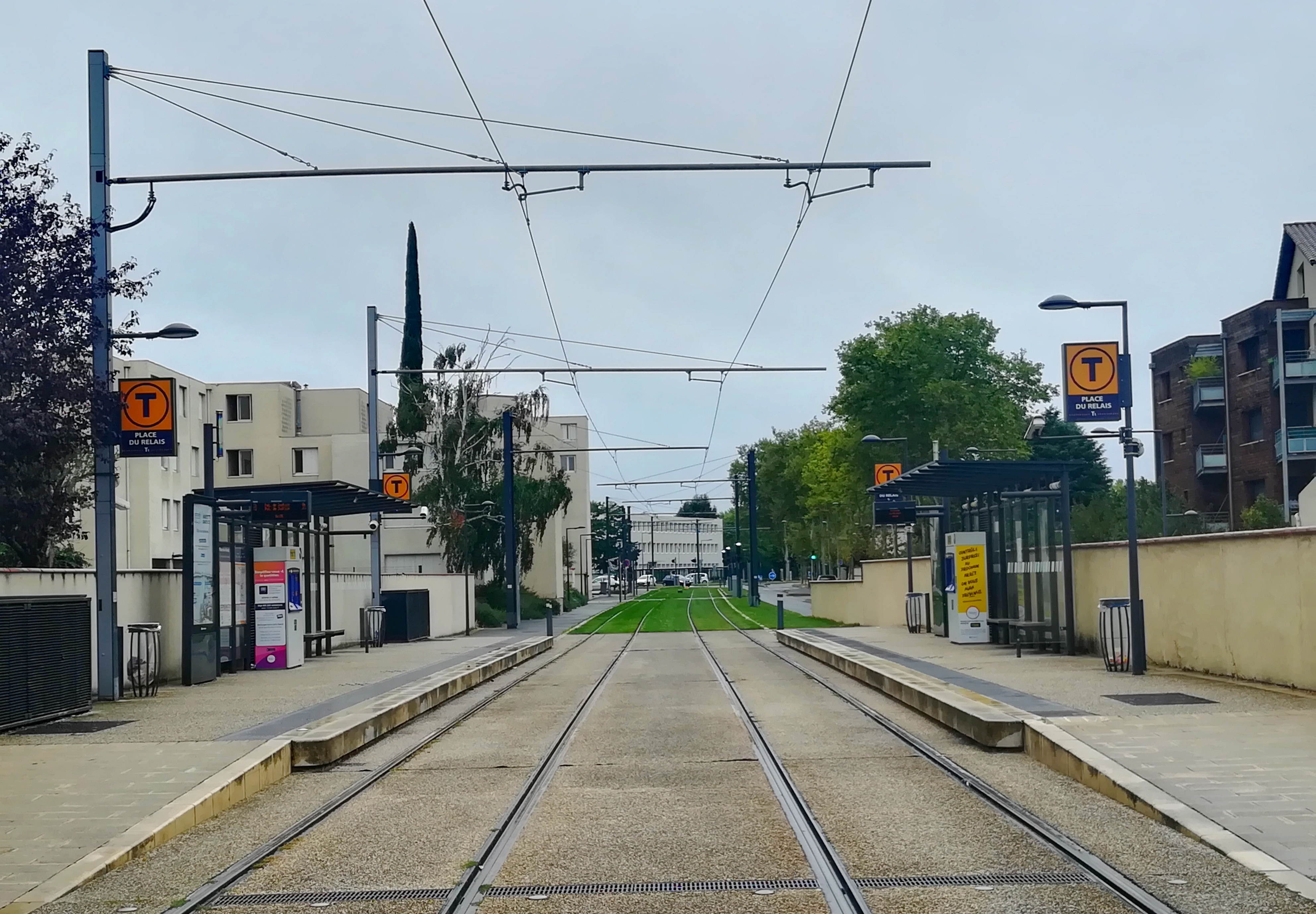
布拉尼亚克境内的一处有轨电车站

布拉尼亚克距离图卢兹马塔比奥站大约7公里，该站开行前往巴黎、里昂方向的高速列车，前往巴黎、马赛、波尔多、巴约讷方向的城际列车以及前往尼姆、佩皮尼昂、拉图尔德卡罗勒、罗德兹、欧什、卡奥尔等方向的区域列车。

### 航空
图卢兹-布拉尼亚克机场的航站楼及跑道的主体部分位于布拉尼亚克的市镇管辖范围内。

### 城市公共交通
布拉尼亚克是图卢兹城市公共交通（商业名称为）的服务范围。截至2022年7月，该系统下属的有轨电车1号线、2号线、公交17路、30路、70路、71路、130路以及机场巴士（24路）经过布拉尼亚克市区。

## 政治

### 市政内阁

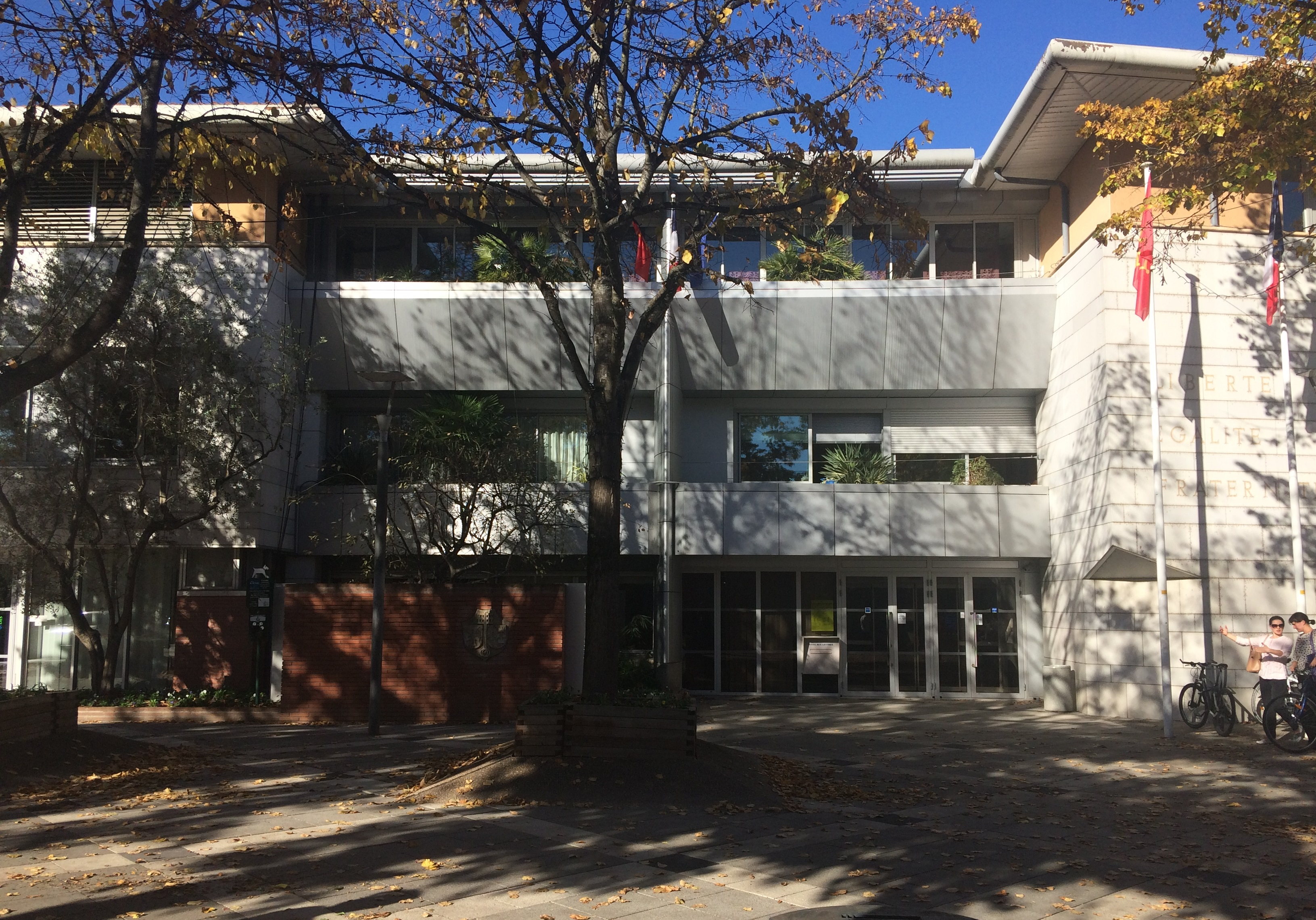
布拉尼亚克市政厅

布拉尼亚克的现任市长为约瑟夫·卡尔勒先生（Joseph CARLES），他是一名左翼无党派人士，在2020年的市政选举中获得了50.79%的支持率。
| 布拉尼亚克历届市长 | 布拉尼亚克历届市长             | 布拉尼亚克历届市长                           |
| 任期               | 市长                           | 党派                                         |
| ------------------ | ------------------------------ | -------------------------------------------- |
| 1944年－1965年     | Jean-Louis PUIG 让-路易·普伊格 | 不详                                         |
| 1965年－1996年     | Jacques PUIG 雅克·普伊格       | PRG左派激進黨                                |
| 1996年－2017年     | Bernard KELLER 贝尔纳·凯勒     | PRG左派激進黨                                |
| 2017年－           | Joseph CARLES 约瑟夫·卡尔勒    | PRG左派激進黨 →MR激进运动 →DVG左翼无党派人士 |

### 各级选举
| 布拉尼亚克历届投票选举结果 | 布拉尼亚克历届投票选举结果 | 布拉尼亚克历届投票选举结果 | 布拉尼亚克历届投票选举结果 | 布拉尼亚克历届投票选举结果 | 布拉尼亚克历届投票选举结果 | 布拉尼亚克历届投票选举结果 | 布拉尼亚克历届投票选举结果 | 布拉尼亚克历届投票选举结果 | 布拉尼亚克历届投票选举结果 |
| 选举项目                   | 选举范围                   | 选区单位                   | 选区单位内的选举结果       | 选区单位内的选举结果       | 选区单位内的选举结果       | 选区单位内的选举结果       | 选区单位内的选举结果       | 选区单位内的选举结果       | 参考资料                   |
| 选举项目                   | 选举范围                   | 选区单位                   | 第一轮胜出者               | 第一轮胜出者               | 支持率                     | 第二轮胜出者               | 第二轮胜出者               | 支持率                     | 参考资料                   |
| -------------------------- | -------------------------- | -------------------------- | -------------------------- | -------------------------- | -------------------------- | -------------------------- | -------------------------- | -------------------------- | -------------------------- |
| 2017年法國總統選舉         | 法國                       | 市镇                       |                            | 埃马纽埃尔·马克龙          | 30.56%                     |                            | 埃马纽埃尔·马克龙          | 78.22%                     | [ 27 ]                     |
| 2017年法国立法选举         | 上加龙省第一选区           | 市镇                       |                            | 皮埃尔·卡巴雷              | 35.25%                     |                            | 皮埃尔·卡巴雷              | 53.94%                     | [ 27 ]                     |
| 2019年欧洲议会选举         | 法國                       | 市镇                       |                            | 娜塔莉·卢瓦索              | 25.83%                     | （不适用）                 | （不适用）                 | （不适用）                 | [ 29 ]                     |
| 2021年法国省级选举         | 上加龙省                   | 县                         |                            | 帕斯卡·布罗 莉娜·马尔里克  | 42.51%                     |                            | 帕斯卡·布罗 莉娜·马尔里克  | 64.41%                     | [ 30 ]                     |
| 2021年法国省级选举         | 上加龙省                   | 市镇                       |                            | 帕斯卡·布罗 莉娜·马尔里克  | 44.07%                     |                            | 帕斯卡·布罗 莉娜·马尔里克  | 63.11%                     | [ 30 ]                     |
| 2021年法国大区选举         | 奧克西塔尼大區             | 市镇                       |                            | 卡萝尔·德尔加              | 40.73%                     |                            | 卡萝尔·德尔加              | 68%                        | [ 31 ]                     |
| 2022年法国总统选举         | 法國                       | 市镇                       |                            | 埃马纽埃尔·马克龙          | 30.66%                     |                            | 埃马纽埃尔·马克龙          | 70.71%                     | [ 27 ]                     |
| 2022年法国立法选举         | 上加龙省第一选区           | 市镇                       |                            | 阿德里安·克卢埃            | 31.62%                     |                            | 皮埃尔·博迪                | 51.71%                     | [ 27 ]                     |

## 人口
2020年，布拉尼亚克市镇人口数量为26,101，在法国排名第335位。其中男性12,579人，女性12,946人，75岁及以上人口占7.2%，外籍人口数量为2,358人，人口密度为1,546人/平方公里，当地居民被称为（男性）或（女性）。2020年，布拉尼亚克境内出生315人，死亡人口202人。
| 布拉尼亚克1901年－2019年人口变化情况 |
|                                      |
| 数据来源：Cassini、INSEE             |

## 经济

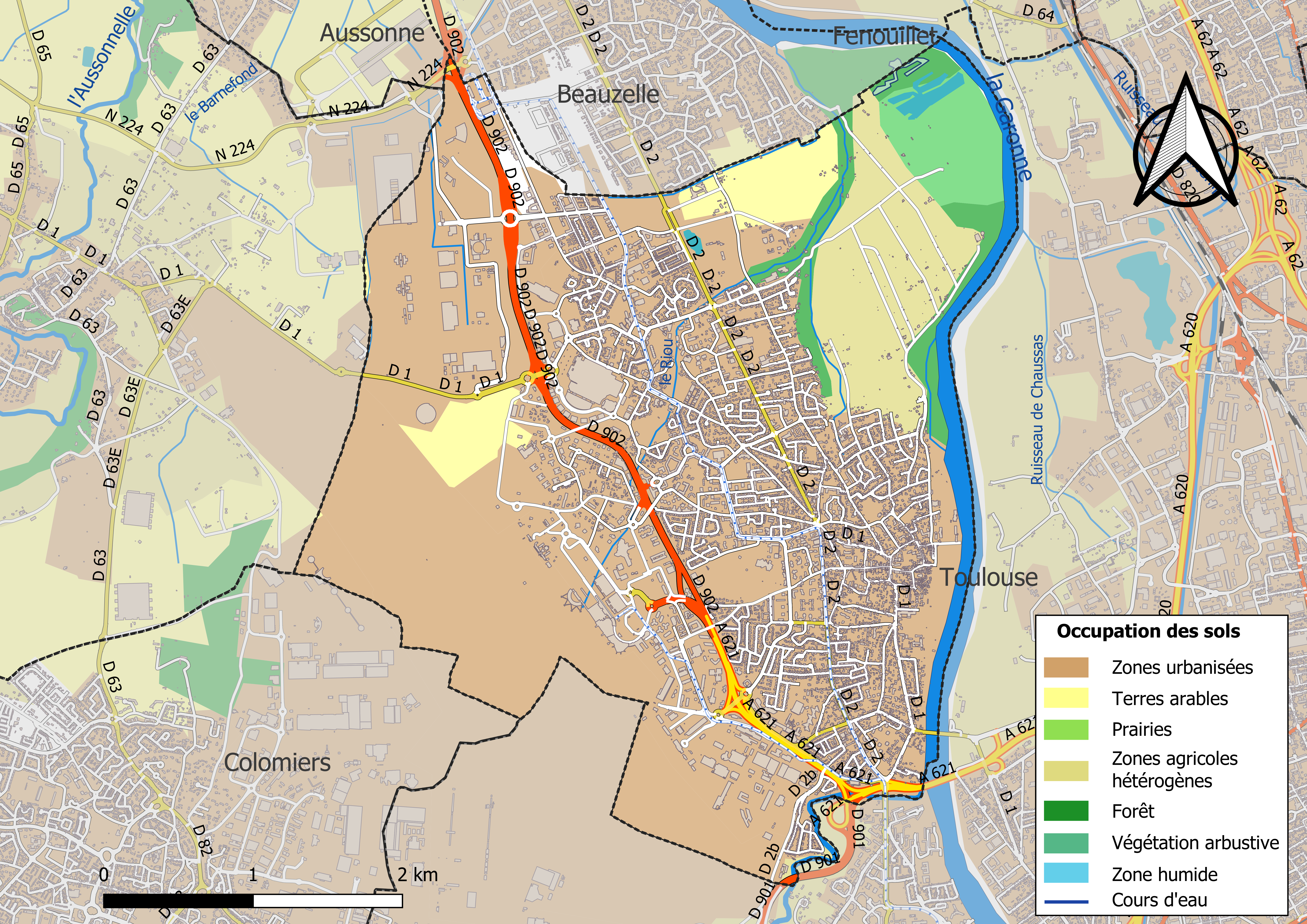
布拉尼亚克土地利用情况地图

布拉尼亚克是图卢兹的一个近郊卫星城，因空中客车总部而成为法国的航空工业基地之一。截止2022年7月，布拉尼亚克市镇范围内共有各类用人单位（包含自雇）3,812家，平均历史为13年，其中95.44%为中小型企业（PME），2022年5月至7月间，当地的经济活力指数为0.45%。（电气设施）、（信息技术）及（工程技术）是当地2021年营业额最高的三个企业，分别为569,858,000欧元、119,278,811欧元和102,214,357欧元。

## 财政与居民收入
2020年，布拉尼亚克的财政收入总额为69,984,600欧元，财政支出总额为62,204,500欧元，当年的债务总额为11,997,700欧元。2021年，布拉尼亚克所在的上加龙省共获得104,642,373欧元的国家财政补助，比上一年增加了0.61%。
2019年，布拉尼亚克的人均月收入总额为2,858欧元，其中高级职员为4,089欧元，低于法国平均水平（4,230欧元）；中级职员为2,403欧元，低于法国平均水平（2,411欧元）；普通职员为1,801欧元，高于法国平均水平（1,740欧元）。
2020年，布拉尼亚克境内的青壮年（15至64岁）失业率为11.4%；2022年，当地54.3%的家庭拥有纳税资格，平均纳税4,526欧元，高于法国平均水平（4,393欧元）。

## 社会事务

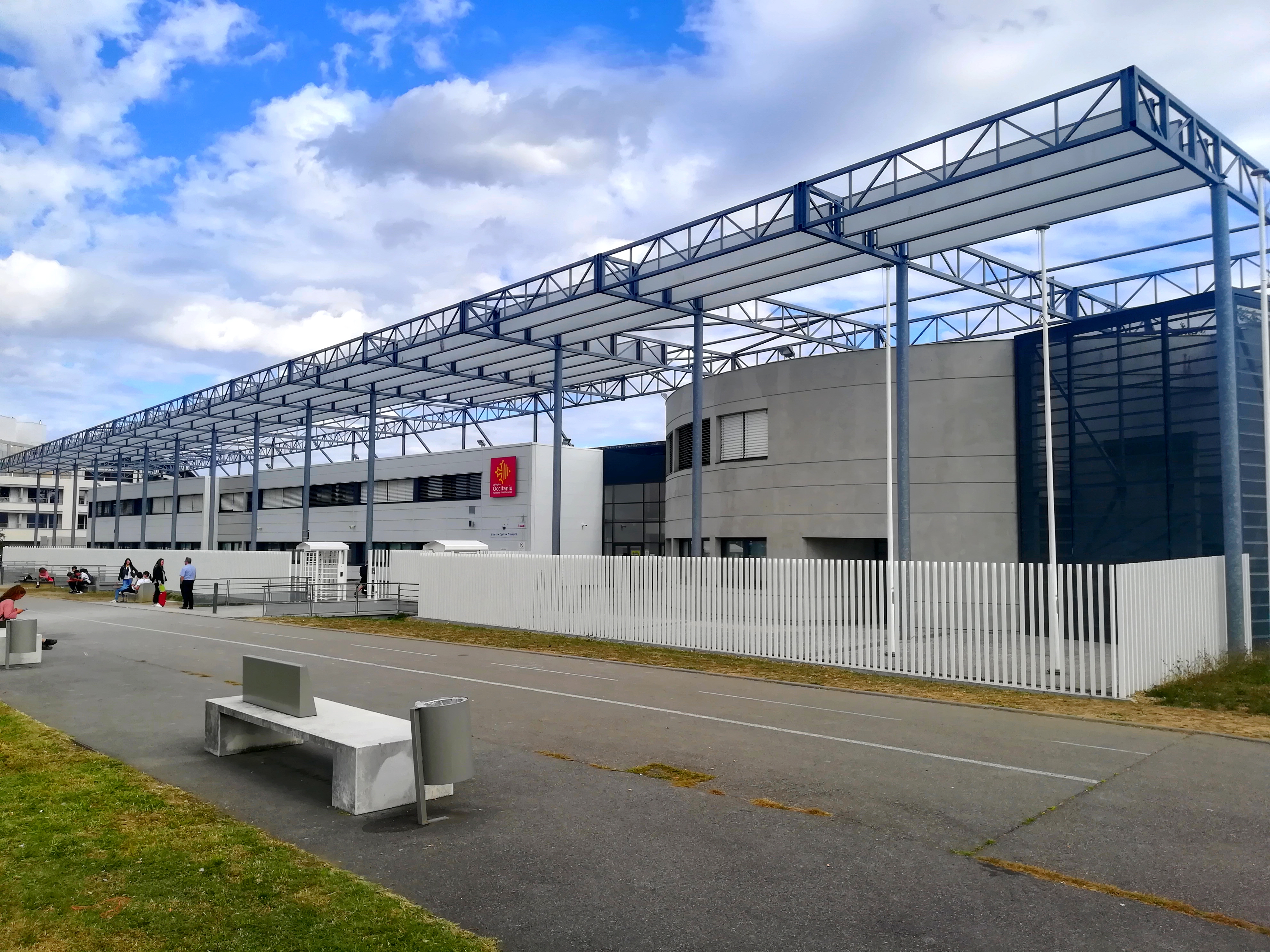
布拉尼亚克圣埃克叙佩里高级中学

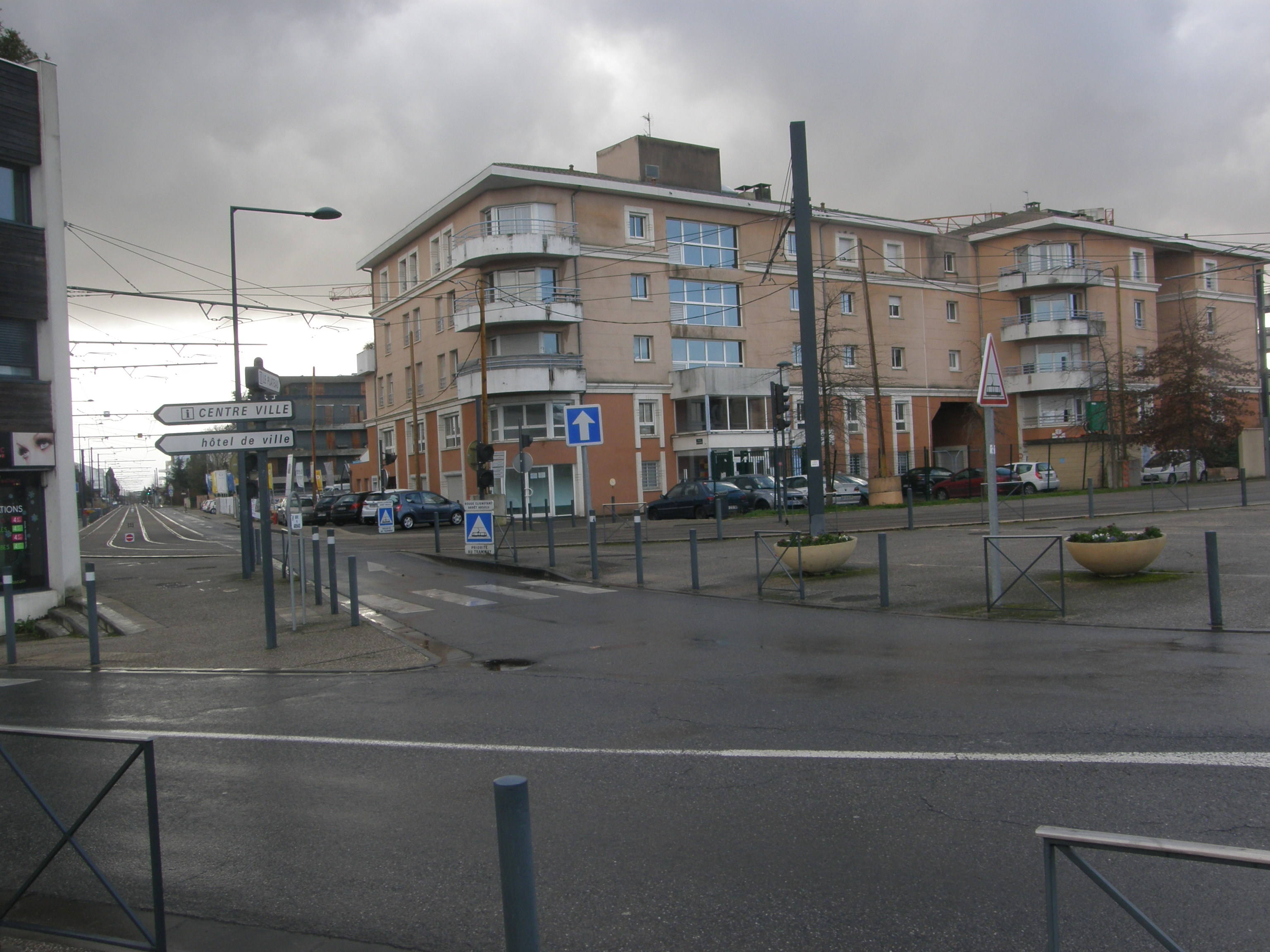
布拉尼亚克市中心的民居

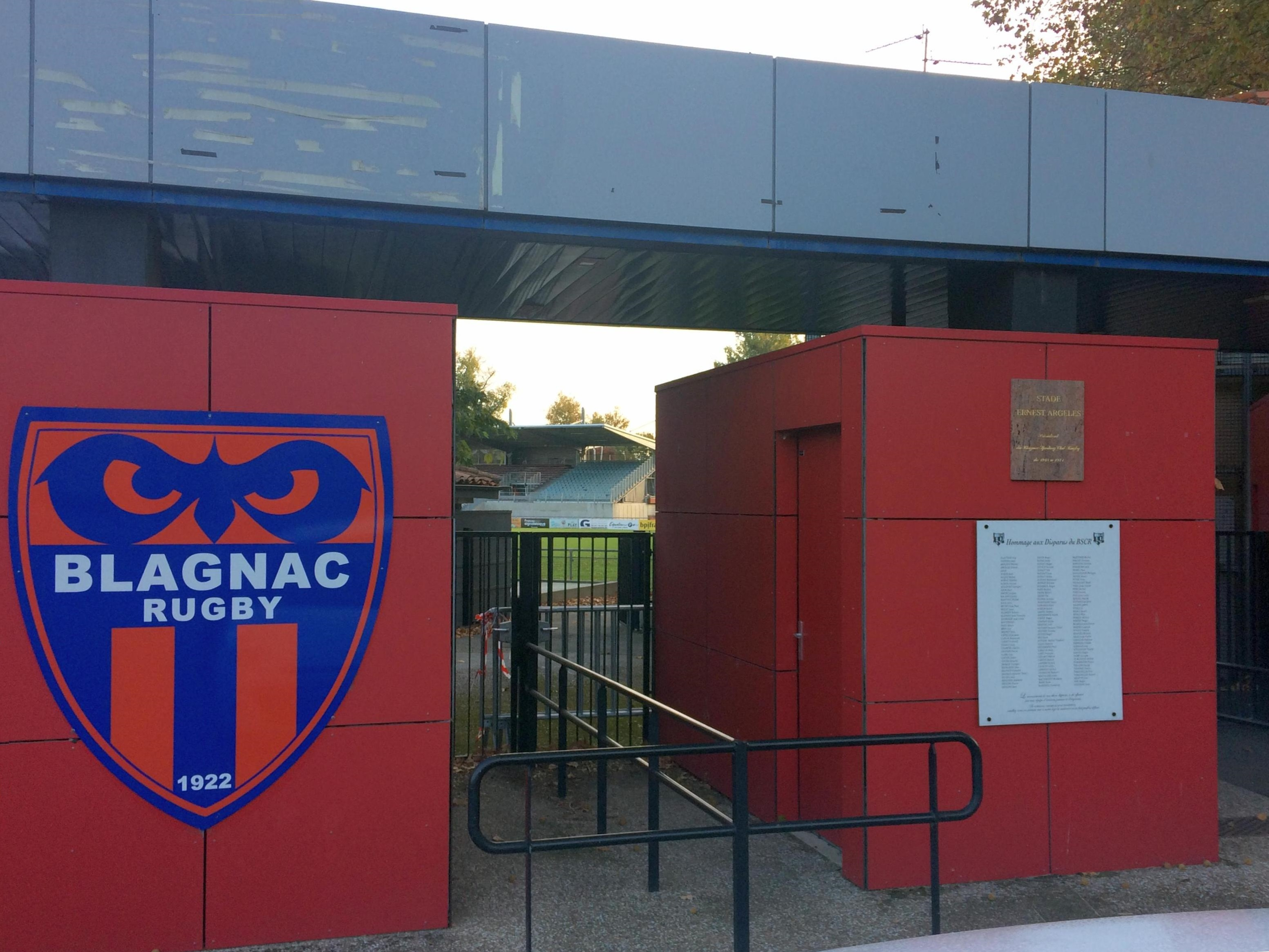
布拉尼亚克橄榄球俱乐部主场

### 教育
布拉尼亚克属于图卢兹学区。截止2020年1月1日，布拉尼亚克境内共有3所幼儿园、7所小学、3所初级中学和4所普通高中。2018至2019学年度，布拉尼亚克境内共有在校中等教育阶段学生3,529名。
在高等教育方面，布拉尼亚克应用技术学院位于布拉尼亚克市区北部，开设有十余个专业，是法国的一个大学技术学院，隶属于图卢兹第二大学。

### 医疗
截止2020年1月1日，布拉尼亚克境内共有全科医生28名、保健师60名、牙医30名、护士30名、耳科医生1名、眼科医生4名、皮肤科医生2名、助产士4名、儿科医生3名和妇科医生1名。境内共有药房8家、养老院4家、残疾人帮扶中心3家。
布拉尼亚克是图卢兹大学中心医院的服务范围，后者是法国的一个区域性医疗机构以及大学教学医院。距离布拉尼亚克最近的综合性公立医院为皮埃尔-保罗·里凯医院（Hôpital Pierre-Paul Riquet），该院建于2014年，距离布拉尼亚克的正常车程约9分钟，该院设有床位714个，是当地规模最大的公立综合性医院。

### 住房
2018年，布拉尼亚克境内共有各类住房13,273套，其中34.6%为独立式居民区，主要分布于市区南北两侧；65%为集中式居民区，主要分布于市区中西部。常住房屋占布拉尼亚克市镇范围内居民建筑总量的92.4%。
在住房保障政策方面，2020年，布拉尼亚克境内共有2,950户家庭获得了住房经济补助，受益人数占总人口数量的11.7%，其中2,891份为房租补助。

### 商业
2019年，布拉尼亚克境内共有各类实体商铺709家，其中餐厅141家、大型超市10家、杂货店3家、面包房14家、肉铺13家、书店13家、装饰品店2家、银行门店17家、美容美发店30家、汽车维修店21家。布拉尼亚克镇中心建有一处家乐福便民超市；市区西北部则建有大型商业街区，有E.Leclerc、Darty、H&M等大型商场。

### 体育
2020年，布拉尼亚克境内共有3家游泳池、10间体育馆、3座综合体育场、14处网球场、6处足球或橄榄球场以及5处篮球或排球场。
截至2022年7月，布拉尼亚克境内共有六家注册足球俱乐部。布拉尼亚克足球俱乐部（编号519456）是当地的代表性足球队，成立于1962年，其主队2022至2023赛季参加法国全国丙组联赛（法国第五级别），其主场为莱巴拉代勒球场（Stade des Barradels）。
布拉尼亚克橄榄球俱乐部是当地的一支橄榄球队，成立于1922年，曾于1988至1990年间参加法甲（橄榄球）联赛，2022至2023赛季参加法国全国橄榄球联赛（法国第三级别），其主场为埃内斯特·阿尔热莱斯球场。

### 环境
布拉尼亚克的环境事务由其所属的图卢兹都会区负责。2019年，布拉尼亚克境内共有1家污染企业。

### 治安
2019年，布拉尼亚克市镇范围内有1处派出所。
布拉尼亚克所在地是图卢兹警区的管辖范围。2020年，该警区辖区内共4个市镇累计发生各类案件46,963起，其中盗窃类案件29,298起，经济类案件5,123起，毒品交易类案件1,997起。

## 文化
2020年，布拉尼亚克境内共有2家剧场、2家电影院和1家音乐厅。布拉尼亚克市政府提供奥迪叙德多媒体中心（Médiathèque Odyssud），每周二至六向公众开放。

### 建筑
布拉尼亚克境内有多处历史建筑，其中法国国家文物保护单位包括布拉尼亚克修道院、圣伯多禄教堂等，图卢兹-布拉尼亚克机场航站楼则是当地的地标性建筑物。

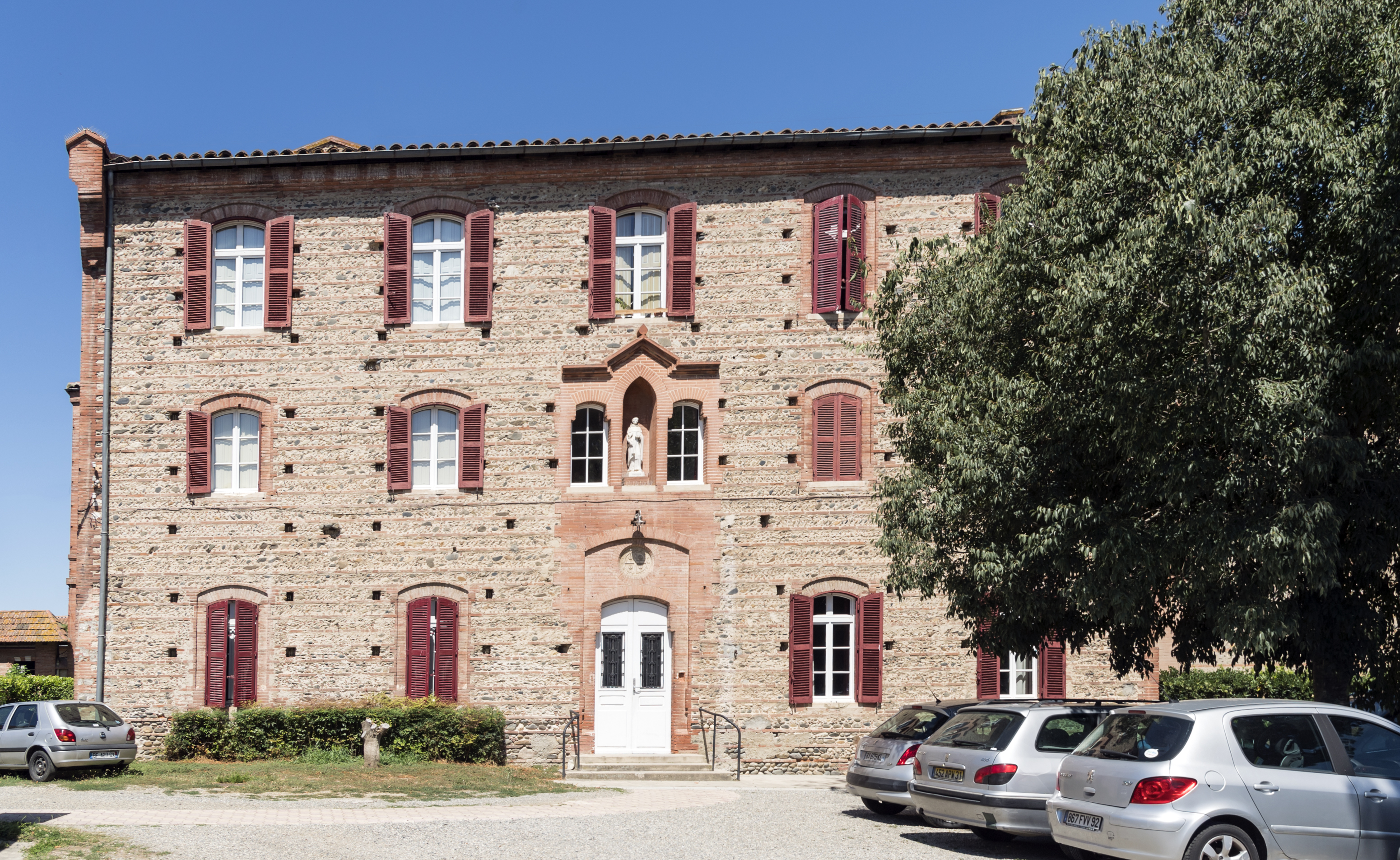
布拉尼亚克修道院（法语：Monastère de Blagnac）
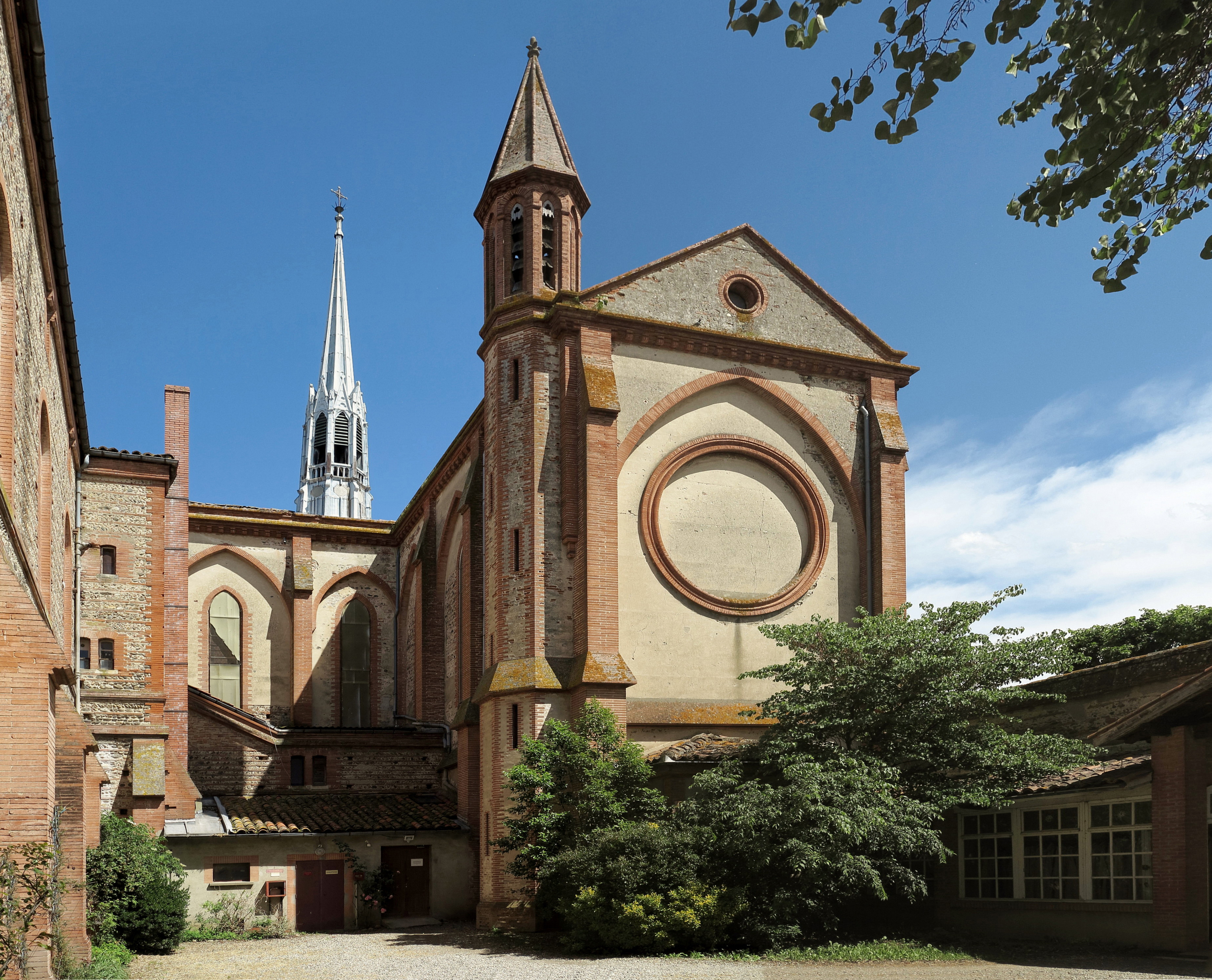
修道院侧面
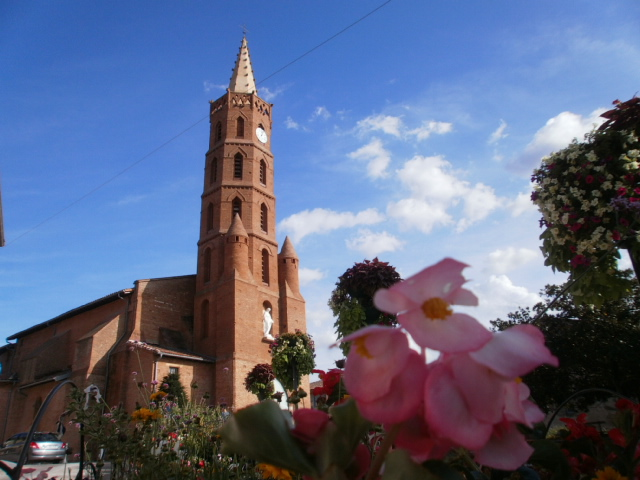
圣伯多禄教堂（法语：Église Saint-Pierre de Blagnac）
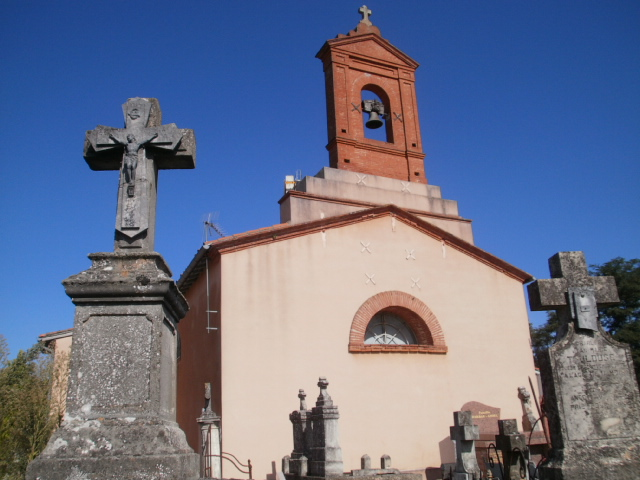
圣埃克叙佩尔讲堂
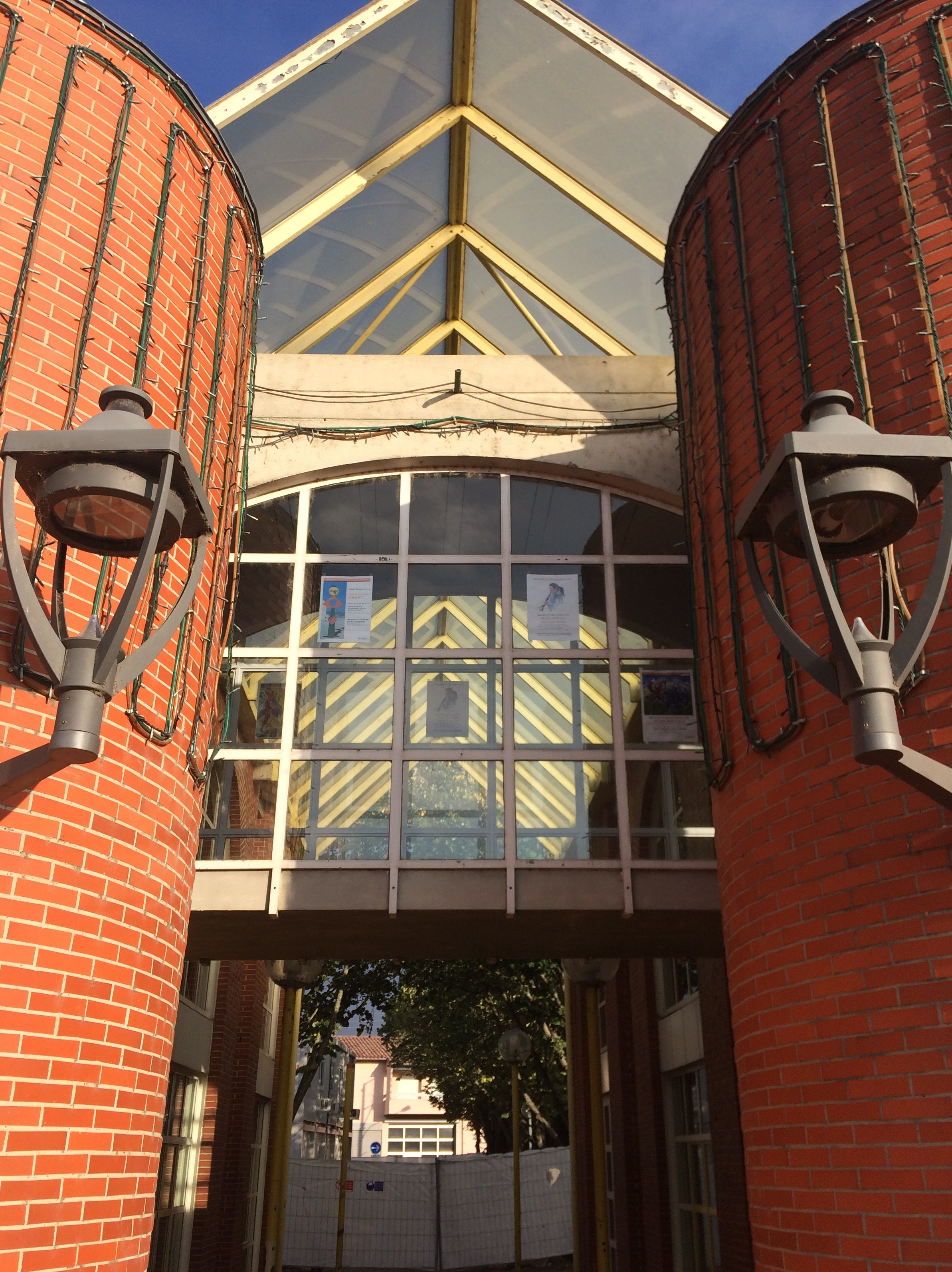
音乐厅
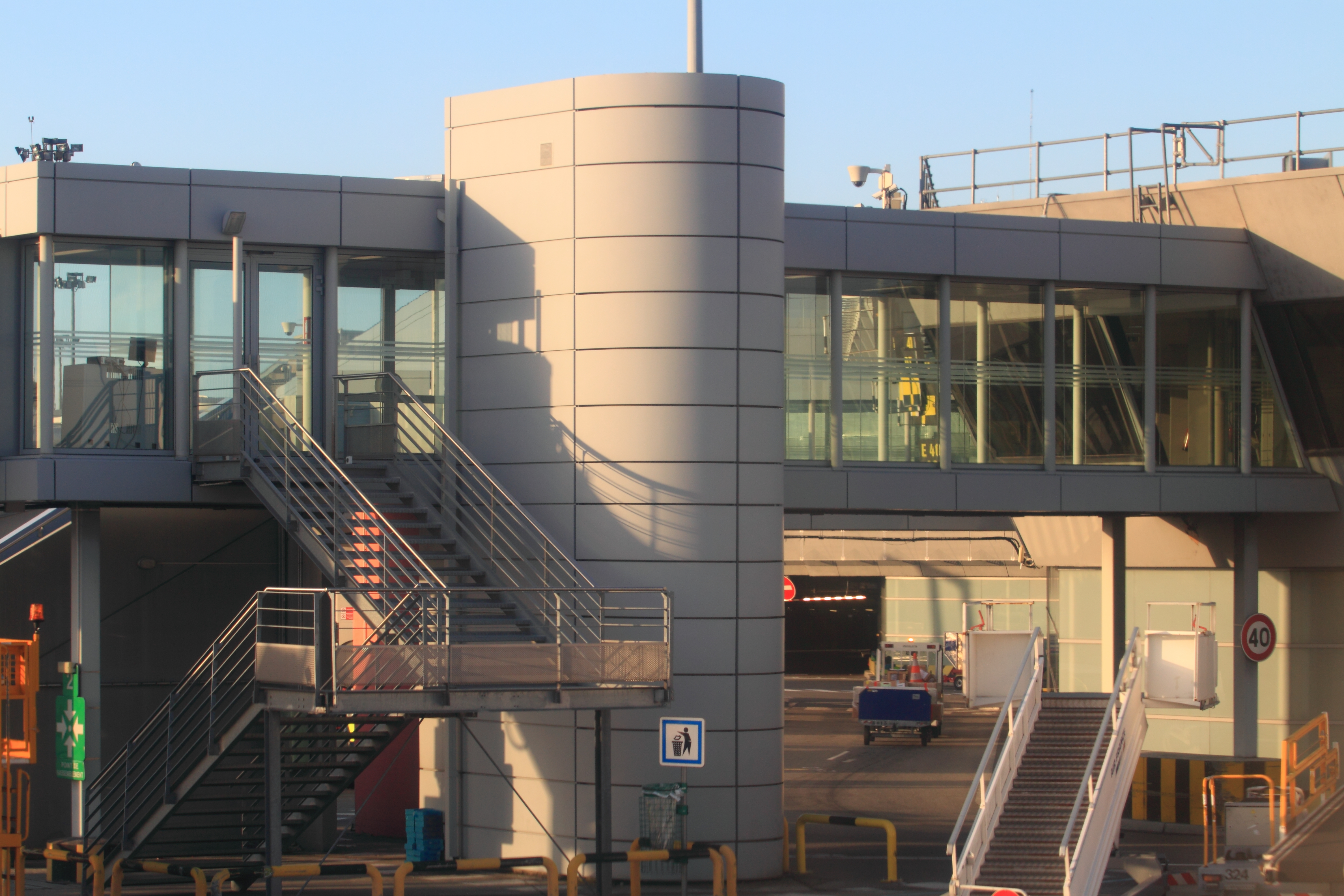
航站楼一角
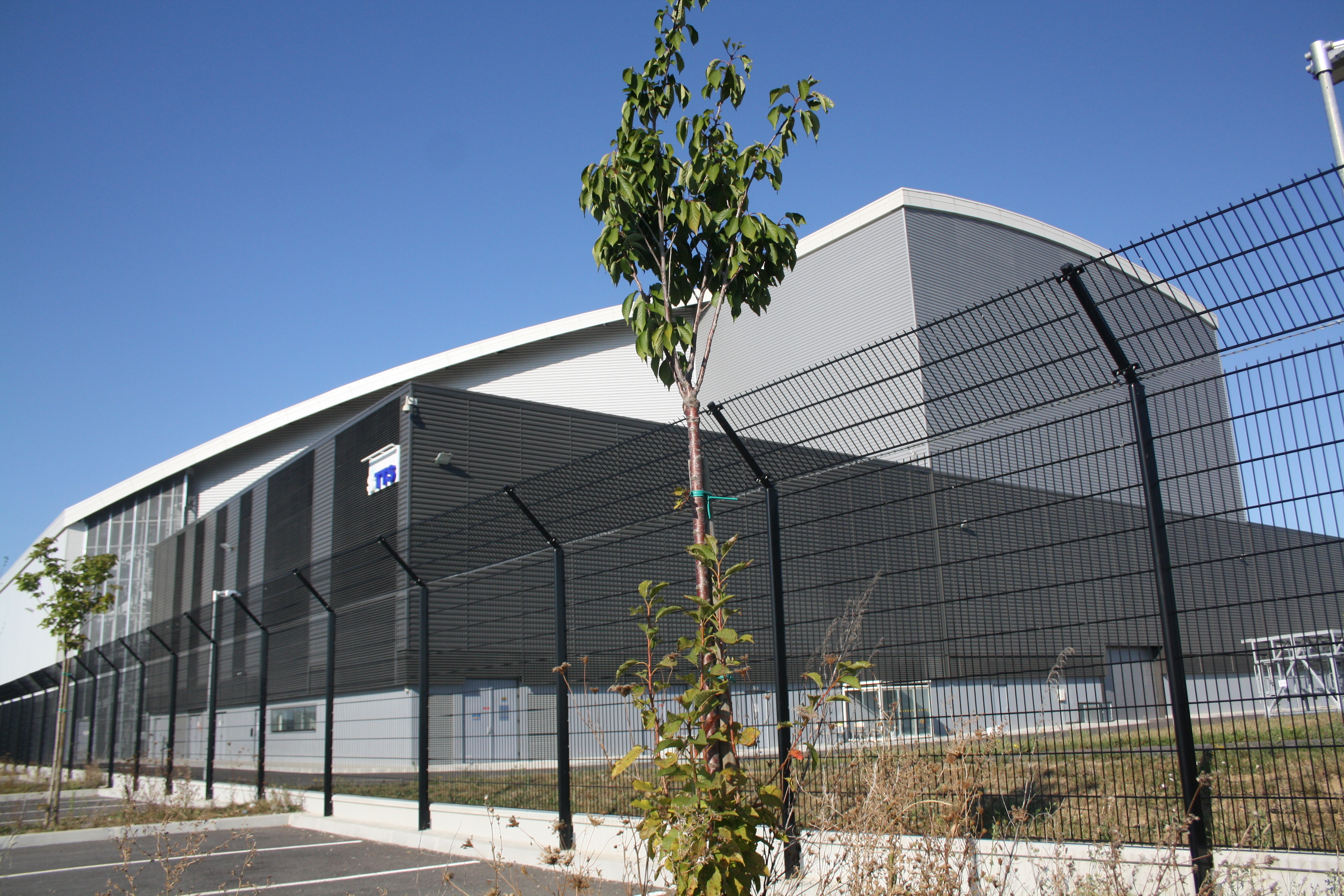
工业区现代建筑

### 旅游
布拉尼亚克的旅游事务由其所属的图卢兹都会区负责。2021年，布拉尼亚克境内共有14家酒店共计1,452间房间。

### 媒体
法国主要的媒体均可在布拉尼亚克接收，法国电视三台下属的奥克西塔尼大区频道在部分时段播出布拉尼亚克所属区域的地方新闻。《南法追寻报》、奥克西塔尼电视台、蓝色法兰西奥克西塔尼广播等是当地主要的地方性媒体。

## 相关人物
法国将军让·多米尼克·孔庞逝世于布拉尼亚克。

## 友好城市
截至2022年7月，布拉尼亚克共与两座城市互为友好城市关系：
- 德国 布克斯特胡德[61]
- 義大利 波米利亚诺-达尔科